# Dannenhauer & Stauss

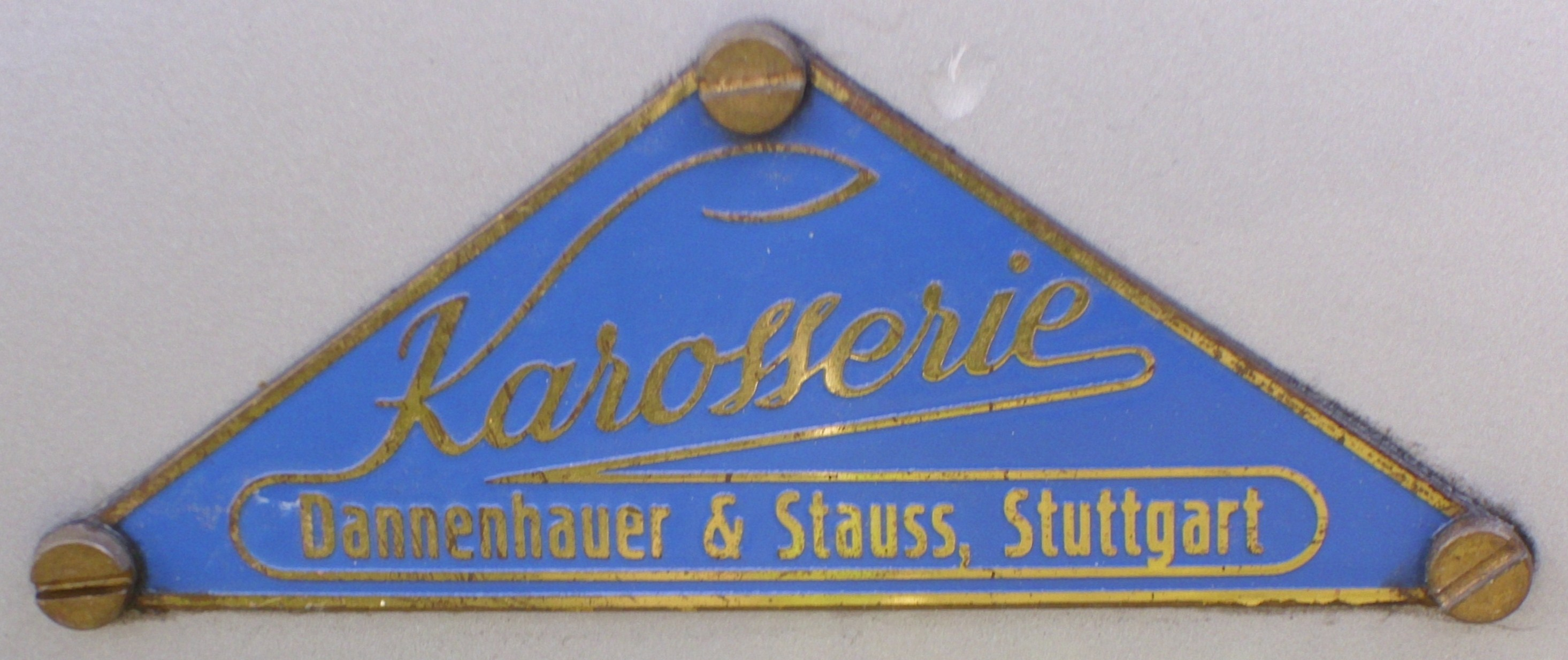
Emblem

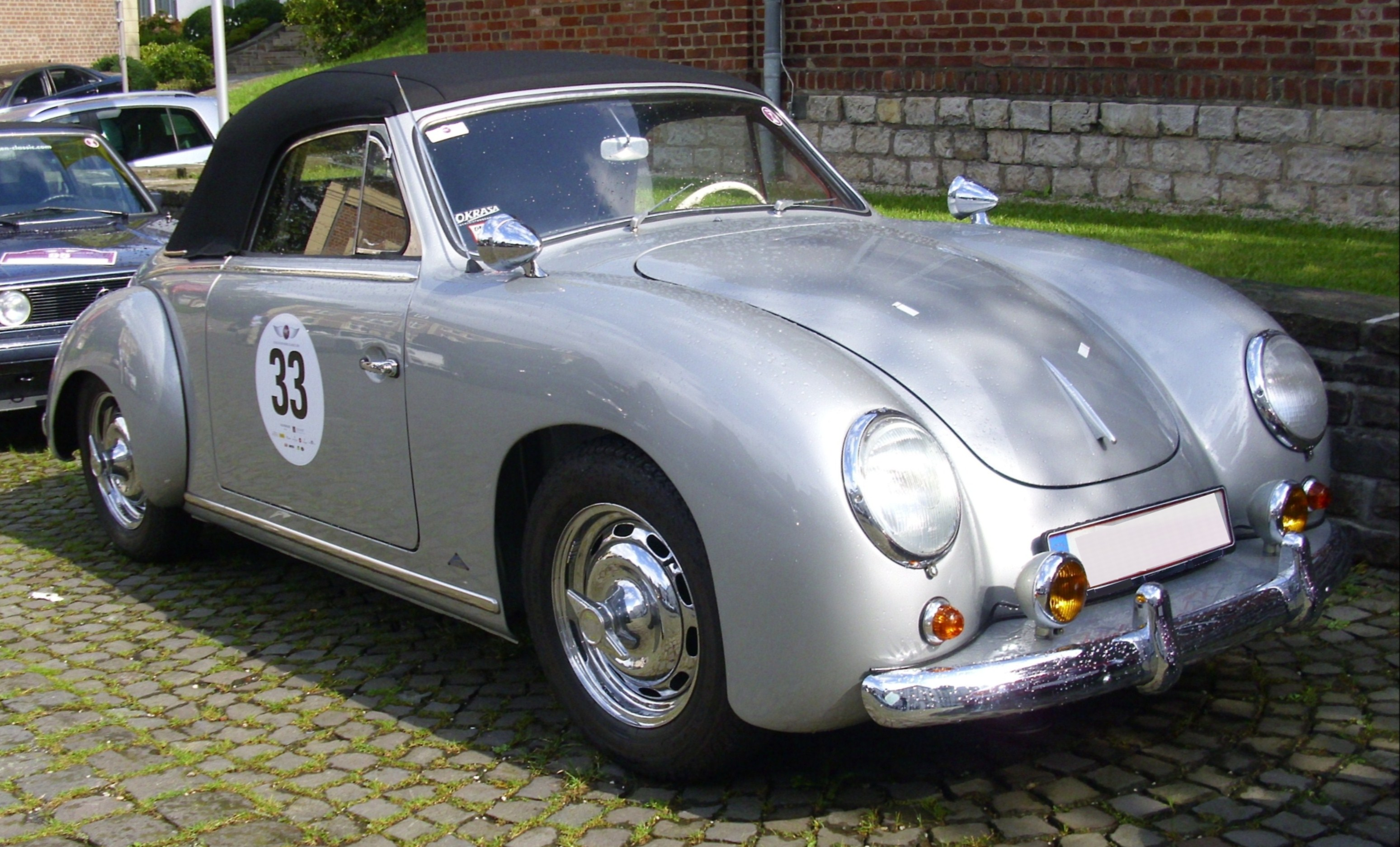
Dannenhauer & Stauss 1954

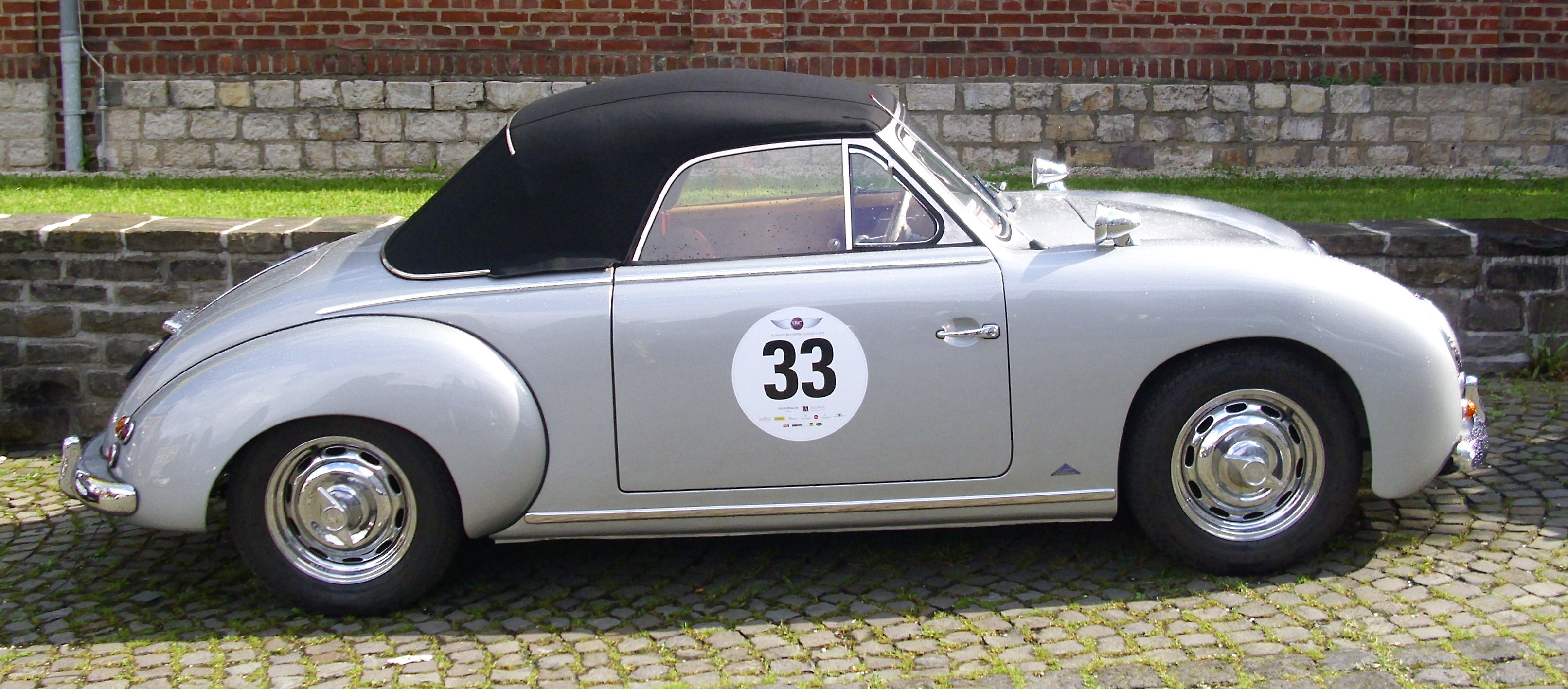
Dannenhauer & Stauss 1954

Dannenhauer & Stauss war ein deutsches Karosseriebauunternehmen.

## Geschichte
Im Jahre 1950 gründete Gotthilf Dannenhauer gemeinsam mit seinem Schwiegersohn Kurt Stauss in der Augustenstraße in Stuttgart eine Karosseriewerkstatt. Anfangs wurden vorwiegend Vorkriegsfahrzeuge repariert und umgebaut. Gotthilf Dannenhauer hatte bereits vor dem Krieg beim Stuttgarter Karosseriewerk Reutter in Stuttgart erste Berührungspunkte zu Volkswagen. Bei den Reutter Karosseriewerken half er 1938 mit, Karosserien für die Käfer-Vorserie VW 38/39 zu bauen. Zwischen 1950 und 1957 bauten Dannenhauer & Stauss etwa 100 Cabriolets, meist auf Basis des VW Käfer. Der Stückpreis betrug 8892 DM. Grundlage war die handwerkliche Fertigung der Karosserie über einer Klopfform. Auch auf DKW Chassis wurden Fahrzeuge gefertigt, die ersten Kuststoffautos in Deutschland, darunter die ersten Exemplare des DKW Monza. Mit dem Produktionsbeginn des VW Karmann-Ghia 1955 wurden dem Unternehmen keine Käfer-Chassis mehr geliefert und es musste die Herstellung einstellen. Der Betrieb existiert noch immer in der Stuttgarter Augustenstraße 8 und firmierte von 2005 bis 2021 unter Karosserie Stauss-Balbach, seither nur noch unter Stauss-Balbach. Es werden dort nur noch Fahrzeugreparaturen und Lackierungen durchgeführt.

## Fahrzeuge

### Dannenhauer & Stauss Sport Cabrio
Die Karosserie des Sport-Cabriolets ist aus gewalzten Stahlblechen gefertigt. Trotzdem gelang es, das Gesamtgewicht des 2+2-sitzigen Wagens von 745 kg zu erreichen. Die Karosserien entstanden in überwiegender Handarbeit unter Verwendung hölzerner Klopfformen. Die Ausführung des jeweiligen Werkstücks erfolgte je nach Schwierigkeitsgrad und Größe in einem Stück oder in mehreren Abschnitten, die anschließend angepasst und verschweißt wurden. Jeder der beiden Kotflügel besteht aus sechs Einzelteilen, die Stück für Stück gehämmert und dann zusammengesetzt wurden. Die hinteren Kotflügel sind ähnlich wie beim Käfer mit der Karosserie verschraubt. Die geringe Höhe der sportlichen Fahrzeuge erforderte eigens gefertigte Sitze, die meist mit edel anmutendem Igelit-Kunstleder bezogen wurden. Nahezu unverändert blieb bei den meisten Dannenhauer & Stauss die Käfer-Technik. Nachträglich wurden aber viele Autos mithilfe eines Porsche-356-Motors oder mit einem leistungsgesteigerten Okrasa-Motor von Gerhard Oettinger nachgerüstet.

### Dannenhauer & Stauss Coupé
Zur Standardausstattung gehörte ein Dreispeichenlenkrad von Petri. Auch der Einbau eines Autoradios war bereits in der Mitte des Armaturenbrettes vorbereitet. Ähnlich wie beim Käfer waren der Tacho rechts von der Lenksäule und eine Uhr links von der Lenksäule angeordnet. Während anfangs noch zwei Ablagefächer unter dem Armaturenbrett platziert waren, wurde ab 1952 nur noch ein Handschuhfach im Armaturenbrett rechts eingebaut. Die Blinkleuchten sitzen unterhalb der Scheinwerfer, während die Serienlimousine noch mit Winkern ausgestattet war. Die anfangs noch geteilte Windschutzscheibe wurde 1954 durch eine gebogene einteilige Scheibe ersetzt. Die Rückenlehne der hinteren Sitzbank kann bei Bedarf umgeklappt werden. Auf diese Weise erhält man mehr Platz für Gepäck.